# Ferhat-pacha Sokolović
Pour les articles homonymes, voir Ferhat.
Ferhat-Pacha Sokolović (né entre 1530 et 1540 et mort en 1590) est un gouverneur et chef militaire ottoman et l'un des pères fondateurs de Banja Luka, la deuxième ville de Bosnie-Herzégovine.

## Biographie

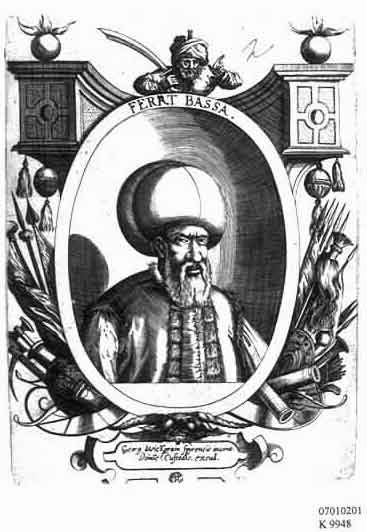
Gravure représentant Ferhat-Pacha

Il fait partie des de la famille des Sokolović dont font, entre autres, partie le Grand vizir Mehmed Pacha Sokolović.
En 1566, le Sultan lui donne le titre de Bey  du Sandjak (Sanjak-bey) de Klis. C'est en 1574, après une promotion, qu'il arrive à Banja Luka en tant que Sanjak-bey de la Bosnie. Il y entreprend alors une grande campagne d'urbanisation entre 1579 et 1587.
Le 22 septembre 1575, il commande les troupes ottomanes contre l'armée des Habsbourg commandé par le Général Baron Herbert Ausperger. La bataille remportée par Ferhat-Pacha se déroule près de la rivière Radonja en Croatie. Lors de cette bataille, Ausperger est tué, mais son fils Wolf est capturé. Ferhat-pacha en obtient 30 000 ducats comme rançon.
En 1580, Ferhat-Pacha est nommé gouverneur du pachalik de Bosnie et, en 1583, transfère la capitale de la province à Banja Luka, sa ville natale. En 1584, il est battu par les Croates à la bataille de Slunj.
Ferhat-pacha Sokolović meurt en 1590 à Buda mais il est enterré à Banja Luka comme il le souhaitait.

## Réalisation
Ferhat-Pacha est l'un des fondateurs de la basse ville de Banja Luka, où il a construit plus de 200 bâtiments comprenant des boutiques d'artisan et de commerce, un grand grenier, un hammam, un moulin, des mosquées et un sérail (palais) où résident les dirigeants. Parmi les réalisations les plus importantes, on peut trouver la Mosquée de Fehrat-pacha et la Mosquée Arnaudija qui permit l'urbanisation des zones résidentielles alentour lors de sa construction.